# Eau brute
L'eau brute est celle qui se trouve dans l'environnement, qui n'a pas été traitée et possède tous ses minéraux, ions, particules, bactéries ou parasites. L'eau de pluie, l'eau souterraine, celle des puits d'infiltration et des réservoirs comme les lacs et les rivières sont des eaux brutes.
L'eau brute est généralement impropre à la consommation humaine en raison de la présence de contaminants. Un problème de santé majeur dans certains pays en développement est l'utilisation de l'eau brute pour boire et cuisiner.
Sans traitement, l'eau brute peut être utilisée à des fins agricoles, de construction ou de nettoyage. Les agriculteurs l'utilisent pour arroser leurs cultures et la donnent à boire au bétail, la stockant dans des lacs ou des réservoirs artificiels pendant de longues périodes. Les industries de la construction peuvent utiliser de l'eau brute, pour fabriquer le béton, ou pour mouiller les routes non goudronnées pour empêcher la poussière de monter. L'eau brute peut également être utilisée pour le rinçage des toilettes et le lavage des voitures, ainsi que pour tout autre usage qui ne nécessite pas sa consommation par les humains. L'eau sous cette forme est considérée comme brute, par opposition à l'eau qui a été traitée avant consommation, comme l'eau potable, ou l'eau qui a été préparée ou utilisée dans un processus industriel, comme les eaux usées.
Le rinçage à l'eau brute est une méthode de conservation de l'eau, où l'eau brute est utilisée pour les toilettes à chasse d'eau.

## Composition
La composition de l'eau brute est naturellement variable, mais contient généralement un ou plusieurs des contaminants importants suivants, sous forme d'ions dissous, de particules et d'organismes vivants:
- Acide humique et autres acides complexes, produits par la décomposition des plantes. Ceux-ci se produisent dans la tourbe et le sol et peuvent provoquer une décoloration et un goût métallique de l'eau.
- Minéraux qui rendent l'eau dure. Les carbonates de calcium et de magnésium sont les plus courants.
- Particules d'argile et de limon
- Bactéries pathogènes, virus, protozoaires et leurs cystes (maladies hydriques).
- Sel, qui rend l'eau saumâtre (qui a plus de salinité que l'eau douce, mais pas autant que l'eau de mer).

D'autres contaminants moins courants de l'eau brute comprennent:
- Particules radioactives naturelles[3].
- Acide alkyls perfluorés, tels que l'acide perfluorooctanoïque, qui sont un groupe de polluants qui ont été trouvés dans les eaux usées dans toute l'Europe[4]. On craint que ces produits chimiques ne contaminent les sources d'eau brute couramment utilisées pour l'eau potable.
- Composés perturbateurs endocriniens ; les produits chimiques qui peuvent interférer avec le système endocrinien provoquant des tumeurs cancéreuses, des malformations congénitales et d'autres troubles du développement[5].

Ces contaminants peuvent être nocifs pour l'homme, s'il boit de l'eau brute qui en contient, ou si l'eau n'est pas traitée correctement avant consommation. Les contaminants peuvent également avoir un effet sur l'écosystème local. Par exemple, les perturbateurs endocriniens peuvent avoir des effets nocifs sur les populations de poissons vivant dans les lacs et rivières naturels. Ces préoccupations croissantes en matière de santé ont conduit à l'élaboration de lignes directrices, telles que le système d'analyse des risques et de maîtrise des points critiques, pour la production d'eau potable salubre à partir des eaux usées et de l'eau brute, et à la recherche d'alternatives d'approvisionnement en eau durables,.

## Traitement

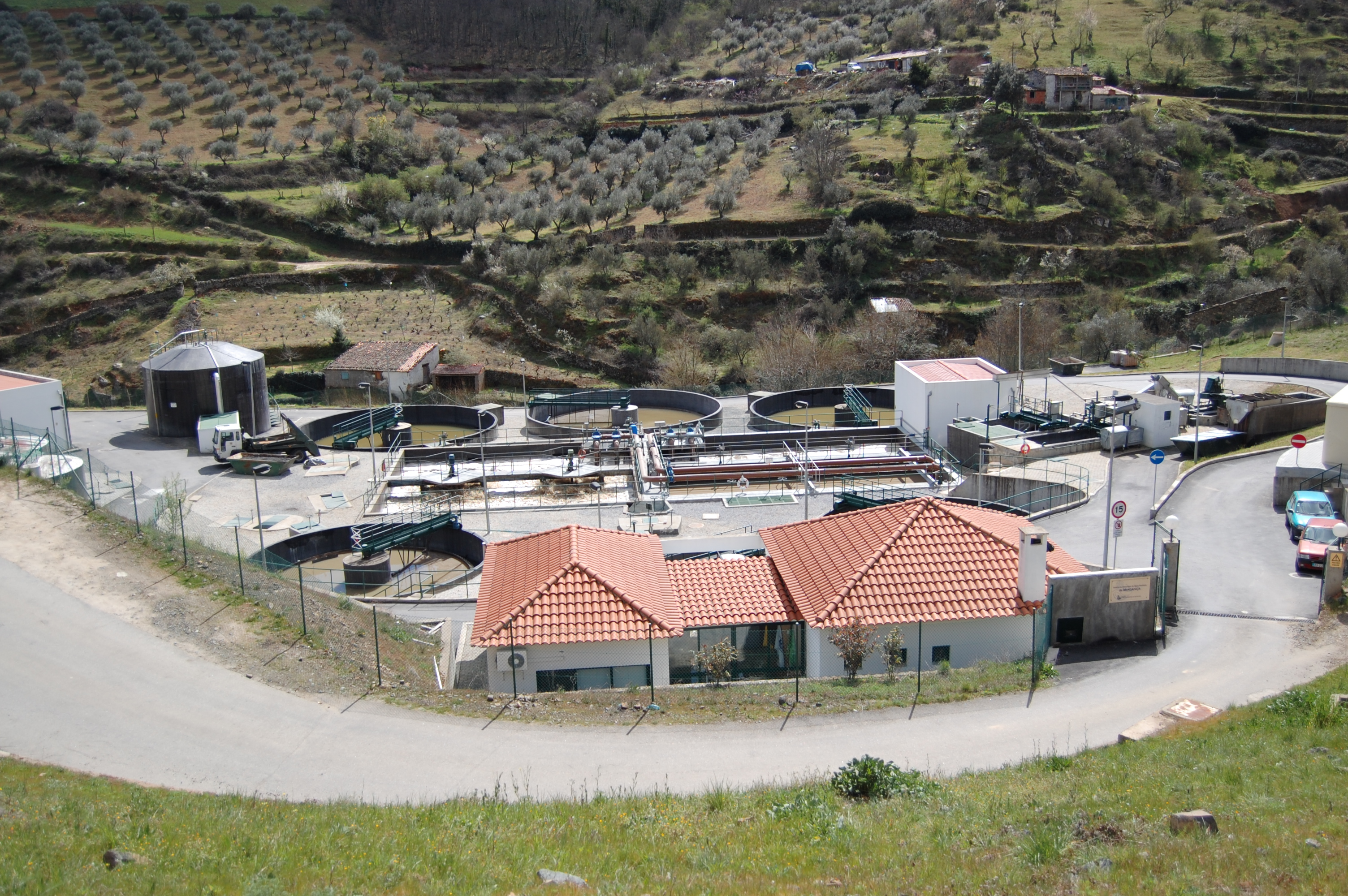
Station d'épuration de Bragança, Portugal

L'eau brute peut être utilisée à de nombreuses fins, telles qu'eau de refroidissement, eau de rinçage, production chimique, eau purifiée et eau potable. Cependant, en raison des contaminants possibles, l'eau brute doit être traitée avant d'être autorisée pour la consommation humaine ou pour certains autres usages industriel. Il y a plusieurs étapes impliquées dans le traitement de l'eau brute ainsi que différentes méthodes.

### Osmose inverse
L'osmose inverse est utilisée pour la production d'eau déminéralisée depuis plus de 30 ans. En osmose inverse, l'eau est transportée à travers une membrane sous haute pression, laissant un produit qui se compose principalement d'eau et d'un concentré contenant la plupart des autres composants tels que les minéraux et les résidus indésirables. De nombreux contaminants, notamment le fer, le manganèse, l'ammonium, les traces de pesticides et de médicaments, les micropolluants organiques et les particules radioactives peuvent être éliminés par osmose inverse uniquement . Cette efficacité a fait de l'osmose inverse la principale méthode de purification de l'eau, souvent utilisée en combinaison avec d'autres méthodes, comme traitement final. Un inconvénient de l'osmose inverse est que l'élimination de la plupart des minéraux de l'eau peut avoir des effets négatifs sur son goût. Des minéraux sont parfois ajoutés à l'eau potable qui a déjà été filtrée pour améliorer son goût.

### Prétraitement conventionnel
La méthode de traitement conventionnelle pour la purification de l'eau est un processus complexe en plusieurs étapes qui a été utilisé pendant de nombreuses années. Il se compose généralement de cinq étapes principales. Tout d'abord, l'eau brute est ajustée pour l'alcalinité et le pH avec l'ajout de chaux hydratée et de dioxyde de carbone. Deuxièmement, les particules sont rassemblées avec du sulfate d'aluminium et d'autres coagulants, tels que des polymères. Troisièmement, l'eau est lentement mélangée dans des clarificateurs où les particules plus grosses se déposent au fond et sont périodiquement éliminées (sédimentation). Quatrièmement, l'eau est dirigée des clarificateurs vers les filtres (par exemple, l'anthracite et le Filtre à sable) pour piéger les particules plus petites qui ont survécu au processus de clarification. Enfin, de l'hydroxyde de sodium est ajouté pour ajuster le pH/alcalinité final, de l'hypochlorite de sodium pour la désinfection et du fluorure pour la fluoration. Ce processus est souvent utilisé comme méthode de prétraitement tandis qu'un autre processus, comme l'osmose inverse, est utilisé pour le traitement final. Un inconvénient de cette méthode est son utilisation de produits chimiques, tels que l'ozone, les floculants, le peroxyde d'hydrogène, la chaux et le chlore pour le processus de filtration. Ces produits chimiques peuvent être dangereux s'ils sont mal utilisés, ou s'ils restent dans l'eau après un traitement complet. Ce qui nécessite des précautions particulières et chaque étape du processus doit être contrôlée pour obtenir une performance globale optimale. La nécessité d'un système de contrôle complexe pour le traitement conventionnel peut entraîner vers le haut son coût financier. Cela a conduit au développement de méthodes alternatives de prétraitement et de traitement de l'eau brute.

### Ultrafiltration

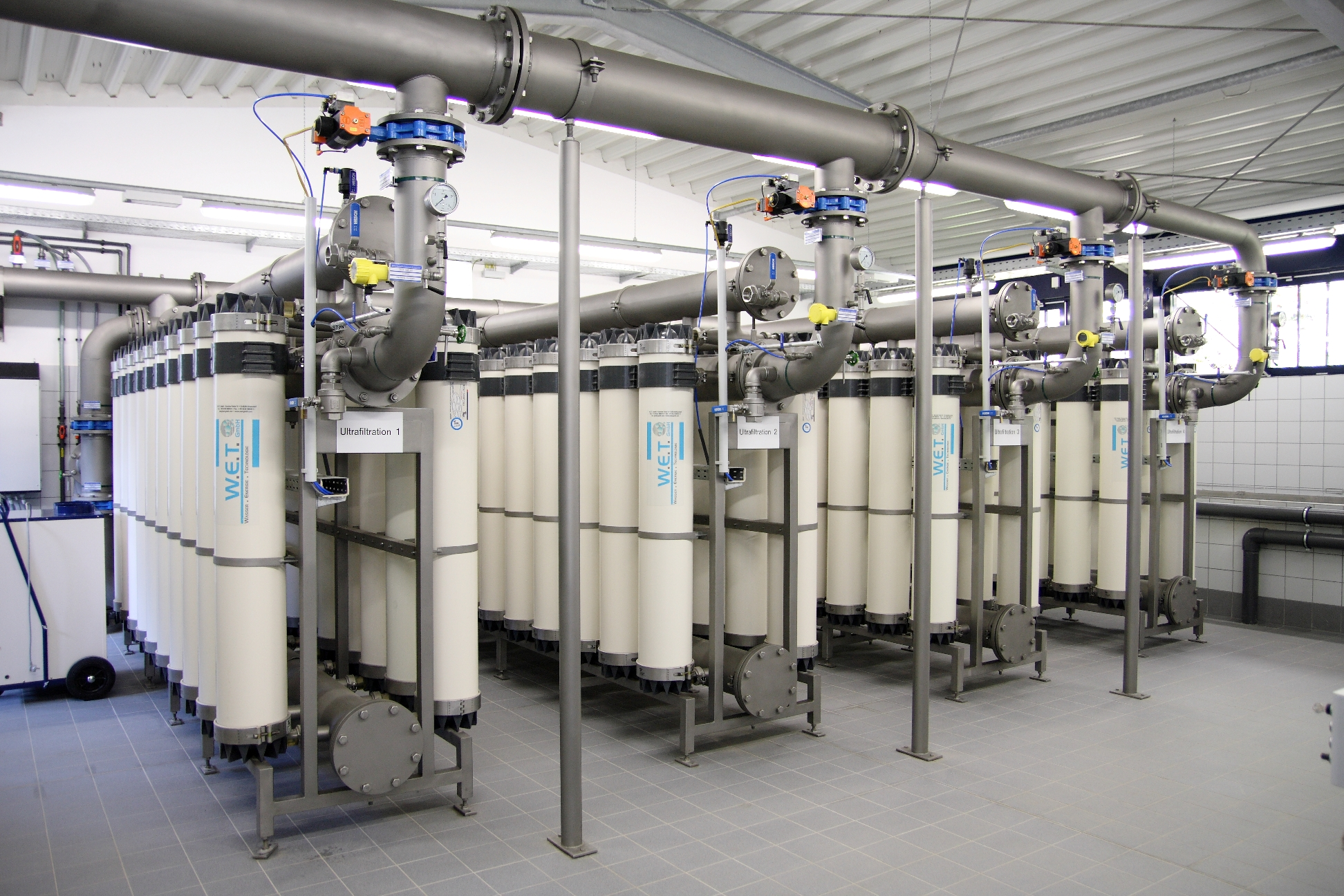
Traitement d'eau potable de 300 m^{3}/h par ultrafiltration dans l'aqueduc de Grundmühle (Allemagne)

L'ultrafiltration est un procédé de filtration membranaire et constitue une alternative au prétraitement conventionnel. Dans cette méthode, l'eau est uniquement pré-filtrée avec un filtre à tamis (en) commun avant d'être filtrée à haute pression à travers une membrane, séparant l'eau des contaminants qu'elle contient. L'ultrafiltration peut être utilisée seule pour la purification de l'eau, ou comme prétraitement pour l'osmose inverse. Ses avantages par rapport au prétraitement conventionnel comprennent: une eau de très haute qualité indépendamment des contaminants dans l'eau brute initiale, une usine plus simple dans sa conception et plus flexible, ce qui facilite l'automatisation, une utilisation moindre de produits chimiques et un produit final sans .virus et micro-organismes.

### Filtration sur diatomées
Le traitement des eaux de surface micro-polluées pour la production d'eau potable avec un biofiltre (prétraitement par biofilm,Biofilm pre-treatment ou Bio-diatomite Dynamic Membrane Reactor, BDDMR) utilise de la terre de diatomées, déposée sur un septum filtrant généralement constitué d'une maille métallique fin en acier inoxydable; les petites diatomées aux configurations infinies forment un gâteau de filtration rigide mais poreux qui tamise la matière lorsqu'elle passe à travers le filtre.
La méthode de filtration sur membrane à biofilm est utilisée pour éliminer les sous-produits chimiques nocifs, tels que le NH4+-N, l'azote total et la matière organique dissoute, qui pourraient se former lors des processus de désinfection. Le prétraitement du biofilm est une étape nécessaire pour le traitement de l'eau dans de nombreuses régions du monde en raison de son faible coût d'exploitation et de son efficacité à éliminer les polluants. Dans ce processus, les micro-organismes éliminent les contaminants des eaux brutes et usées qui sont nocifs pour les humains, mais les nourrissent. La filtration BDDMR par réacteur à membrane dynamique à bio-diatomite combine une technologie de membrane dynamique pour le traitement des eaux usées et des colonies microbiennes qui forment des particules de diatomite pour purifier l'eau. Ces méthodes sont en cours de développement en Chine dans le cadre de la résolution des problèmes de pollution du pays.

## Turbidité

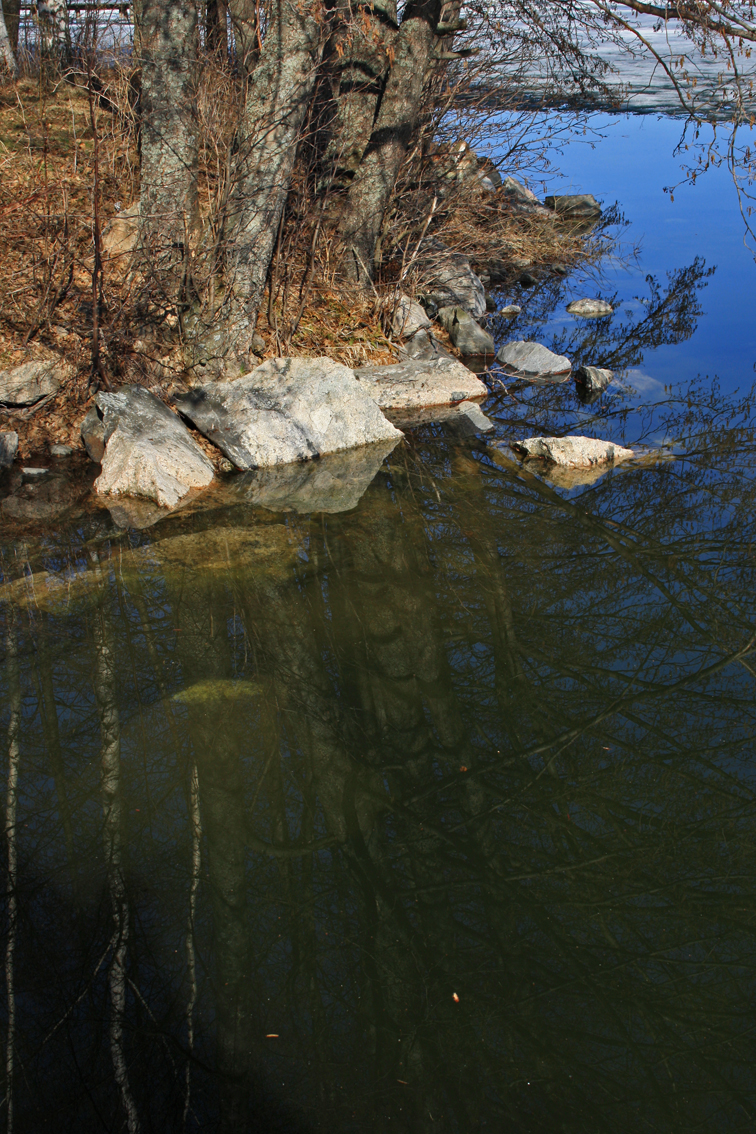
Eau trouble

La turbidité décrit la façon dont l'eau est rendue trouble par des particules en suspension. Plus il y a de particules en suspension, plus la turbidité est élevée. La turbidité est utilisée pour mesurer visuellement la qualité de l'eau. Dans l'eau brute, la turbidité est très courante. Les niveaux élevés de turbidité dans l'eau brute sont dus:
- à une augmentation du débit en raison de fortes pluies;
- au renouvellement printanier des masses d'eau;
- à l'érosion des berges;
- à la remise en suspension des sédiments dans les zones peu profondes;
- à une augmentation temporaire des zones les plus troubles.

### Turbidité et problèmes de santé
Lors de pics élevés de turbidité, des agents pathogènes se trouvent plus fréquemment dans l'eau brute, ce qui contribue à la propagation des maladies. Lorsque la turbidité augmente, les visites à l'hôpital enregistrées pour des personnes âgées (65 ans et plus) atteintes de maladies gastro-intestinales augmentent également. Même les endroits dotés de systèmes de filtration conformes aux normes peuvent connaître des maladies endémique gastro-intestinale ou des maladies infectieuses d'origine hydrique. Les personnes hospitalisées représentent un faible pourcentage de la morbidité totale causée par ces maladies.

### Contrôle de la turbidité
Le contrôle des terres entourant les sources d'eau brute est essentiel pour réduire la turbidité. Les zones de remise en suspension et d'érosion élevées des sédiments doivent être régulièrement surveillées, et des écrans et autres dispositifs sont mis en place pour capturer les particules en suspension. Les écrans qui retiennent les particules et les débris doivent être nettoyés régulièrement. Le rinçage des pompes à eau doit être effectué lorsque la demande est la plus faible. Cela laisse le temps à l'eau de se déposer et diminue la turbidité avant que l'eau ne soit nécessaire en grandes quantités. La réduction de la turbidité est plus facilement obtenue lorsque l'eau passe par une série de traitement chimiques et physiques avant d'atteindre le filtre.

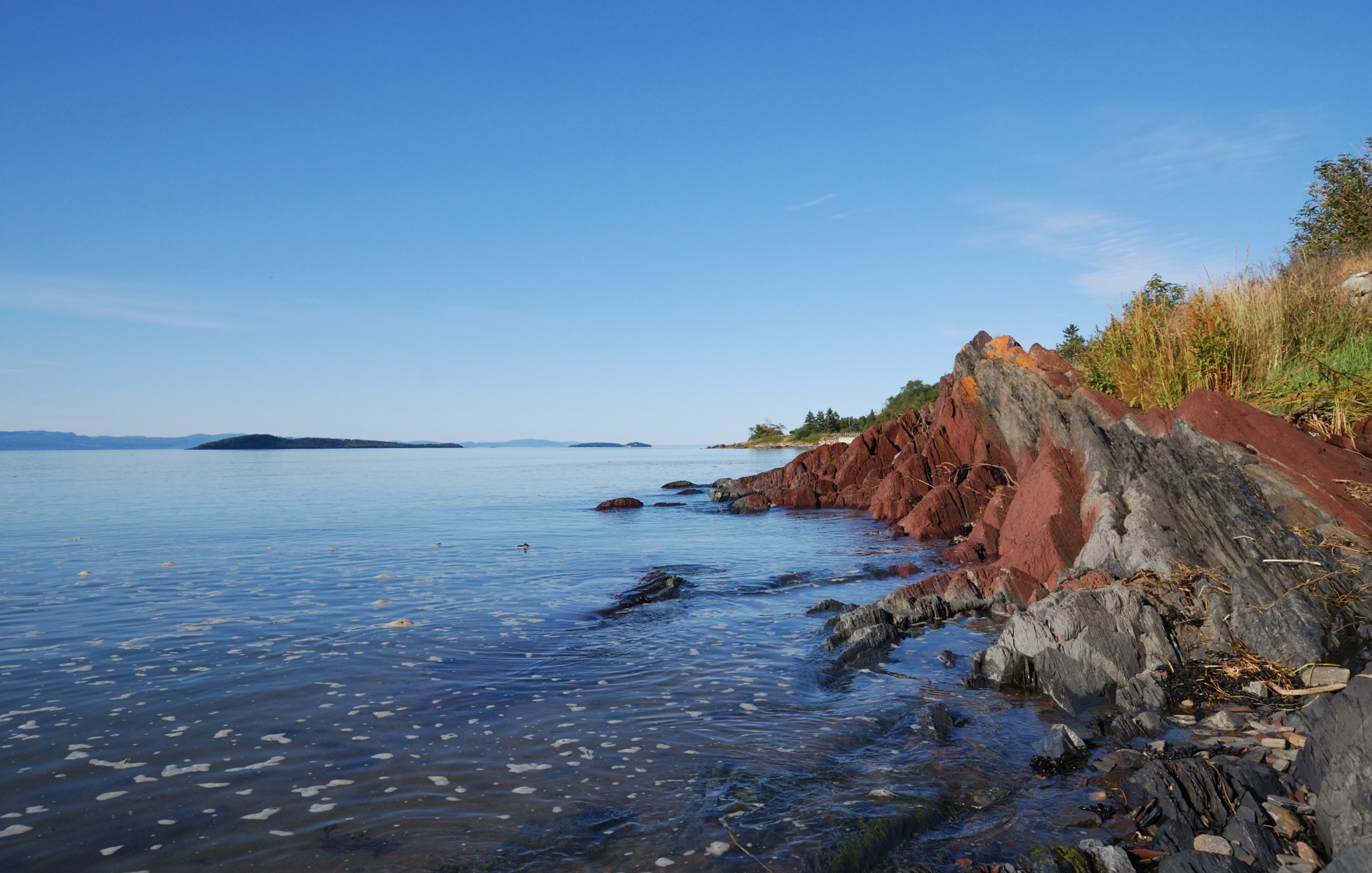
Rive du fleuve Saint-Laurent près de Kamouraska

## Produits en bouteille
Vers 2017, l'eau de source non traitée, décrite comme de l'eau brute « naturellement probiotique », est devenue un produit commercial distribué dans les magasins d'aliments naturels, mais les experts ont soulevé des inquiétudes en matière de santé publique concernant la survenue possible de bactéries, virus et parasites nocifs tels que Giardia . Une entreprise d’eau brute aux États-Unis a même affirmé que les méthodes utilisées par les producteurs d’eau en bouteille et de source pourraient modifier la structure moléculaire de l’eau,. La mode a été moquée sur The Daily Show en avril 2018 dans une interview avec Marion Nestle (en).

## Voir également
- Eau souterraine
- Eaux usées
- Eau de pluie
- Protection de l'eau

## Sources supplémentaires
- Clark, J. A. et al., « Characterization of indicator bacteria in municipal raw water, drinking water, and new main water samples », 28 (9), Canadian Journal of Microbiology, vol. 28, no 9,‎ 1982, p. 1002–1013 (PMID 6754044, DOI 10.1139/m82-150)
- LeChevallier, M W et al., « Enumeration and characterization of standard plate count bacteria in chlorinated and raw water supplies », American Society for Microbiology, Applied and Environmental Microbiology, vol. 40, no 5,‎ novembre 1980, p. 922–930 (PMID 7447444, PMCID 291691, lire en ligne, consulté le 7 juin 2012)